# Anchistrotos hamatus
Anchistrotos hamatus is een eenoogkreeftjessoort uit de familie van de Taeniacanthidae. De wetenschappelijke naam van de soort is voor het eerst geldig gepubliceerd in 1960 door Rounds.